# Organizacja pracodawców
Organizacja pracodawców – samorządna i niezależna w swej działalności statutowej od administracji państwowej i samorządowej organizacja, której celem jest obrona interesów i praw pracodawców wobec związków zawodowych, organów władzy i administracji. 

## Organizacje pracodawców w Polsce
W Polsce działalność organizacji pracodawców reguluje ustawa z dnia 23 maja 1991 r., zgodnie z którą są nimi:
- związki pracodawców,
- federacje związków pracodawców,
- konfederacje związków pracodawców.

Związek pracodawców jest osobą prawną i powstaje z mocy uchwały o jego założeniu, podjętej na zgromadzeniu założycielskim przez co najmniej 10 pracodawców. Następnie zgromadzenie uchwala statut i wybiera komitet założycielski liczący co najmniej 3 osoby. Związki pracodawców mają prawo uczestniczenia w sporach zbiorowych i zawierania układów zbiorowych pracy. Ponadto mają one prawo tworzenia federacji i konfederacji, jak też przystępowania do nich. Każdy związek, federacja lub konfederacja pracodawców podlega obowiązkowi rejestracji w Krajowym Rejestrze Sądowym.

### Reprezentatywne organizacje pracodawców
Ogólnokrajowa organizacja pracodawców o charakterze ponadbranżowym może starać się w oparciu o ustawę o Radzie Dialogu Społecznego o nadanie jej przez Sąd Okręgowy w Warszawie statusu reprezentatywnej organizacji pracodawców na okres 4 lat (z możliwością odnawiania) – przy czym o status taki może w drodze wyjątku ubiegać się również Związek Rzemiosła Polskiego, pomimo iż nie jest on organizacją pracodawców sensu stricte (tj. powołaną w formie prawnej związku, federacji lub konfederacji pracodawców w oparciu o ustawę z dnia 23 maja 1991 r.), lecz ogólnopolską reprezentacją organizacji samorządu gospodarczego rzemiosła powołaną w oparciu o ustawę z dnia 22 marca 1989 r. o rzemiośle. Organizacja starająca się o status reprezentatywnej organizacji pracodawców musi spełnić łącznie kryteria określone w ustawie o Radzie Dialogu Społecznego, dotyczące: 
- całkowitej liczby pracowników zatrudnionych przez zrzeszonych pracodawców
- zróżnicowania podstawowej działalności gospodarczej zrzeszonych pracodawców
- liczby i rozmieszczenia zrzeszonych regionalnych organizacji pracodawców o charakterze ponadbranżowym

Uznana reprezentatywna organizacja pracodawców jest uprawniona na mocy ustawy m.in. do opiniowania projektów aktów prawnych oraz wskazywania swoich przedstawicieli w Radzie Dialogu Społecznego. W roku 2025 istniało w Polsce 6 reprezentatywnych organizacji pracodawców:
- Business Centre Club – jedna z największych w kraju organizacji indywidualnych pracodawców, prowadząca aktywny lobbing gospodarczy na rzecz rozwoju gospodarki wolnorynkowej, tworzenia dobrego prawa, obrony interesów polskich przedsiębiorców. Do BCC należy 2500 członków (osób i firm), reprezentujących większość branż oraz blisko 250 miast, zrzeszonych w 24 lożach regionalnych na terenie całej Polski, wśród nich międzynarodowe korporacje, instytucje finansowe i ubezpieczeniowe, firmy telekomunikacyjne, najwięksi polscy producenci, uczelnie wyższe, koncerny wydawnicze i znane kancelarie prawne. Członkowie BCC obowiązani są do reprezentowania wysokich norm etycznych, przestrzegania zasad kodeksu kupieckiego i działania zgodnie z ideą społecznej odpowiedzialności biznesu.
- Pracodawcy Rzeczypospolitej Polskiej (dawniej Konfederacja Pracodawców Polskich) – organizacja niezależna i niedochodowa, grupuje związki i federacje pracodawców, jak również przedsiębiorstwa będące pracodawcami o ogólnokrajowym znaczeniu.
- Konfederacja Lewiatan (dawniej Polska Konfederacja Pracodawców Prywatnych Lewiatan albo PKPP Lewiatan) – dobrowolna, samorządna,l i niezależna organizacja o charakterze gospodarczym oraz społecznym, zrzeszającą związki pracodawców, federacje związków pracodawców oraz pracodawców posiadających szczególną pozycję gospodarczą i znaczenie w stosunkach pracy
- Związek Przedsiębiorców i Pracodawców –  organizacja pracodawców działająca na rzecz poprawy warunków funkcjonowania przedsiębiorstw w Polsce
- Federacja Przedsiębiorców Polskich  –  organizacja pracodawców, której podstawowym celem i zadaniem jest ochrona praw oraz reprezentowanie interesów pracodawców zrzeszonych w Federacji
- Związek Rzemiosła Polskiego (ZRP) – ogólnopolska reprezentacja organizacji samorządu gospodarczego rzemiosła, na prawach ogólnokrajowej organizacji pracodawców o charakterze ponadbranżowym.